# Cassettone

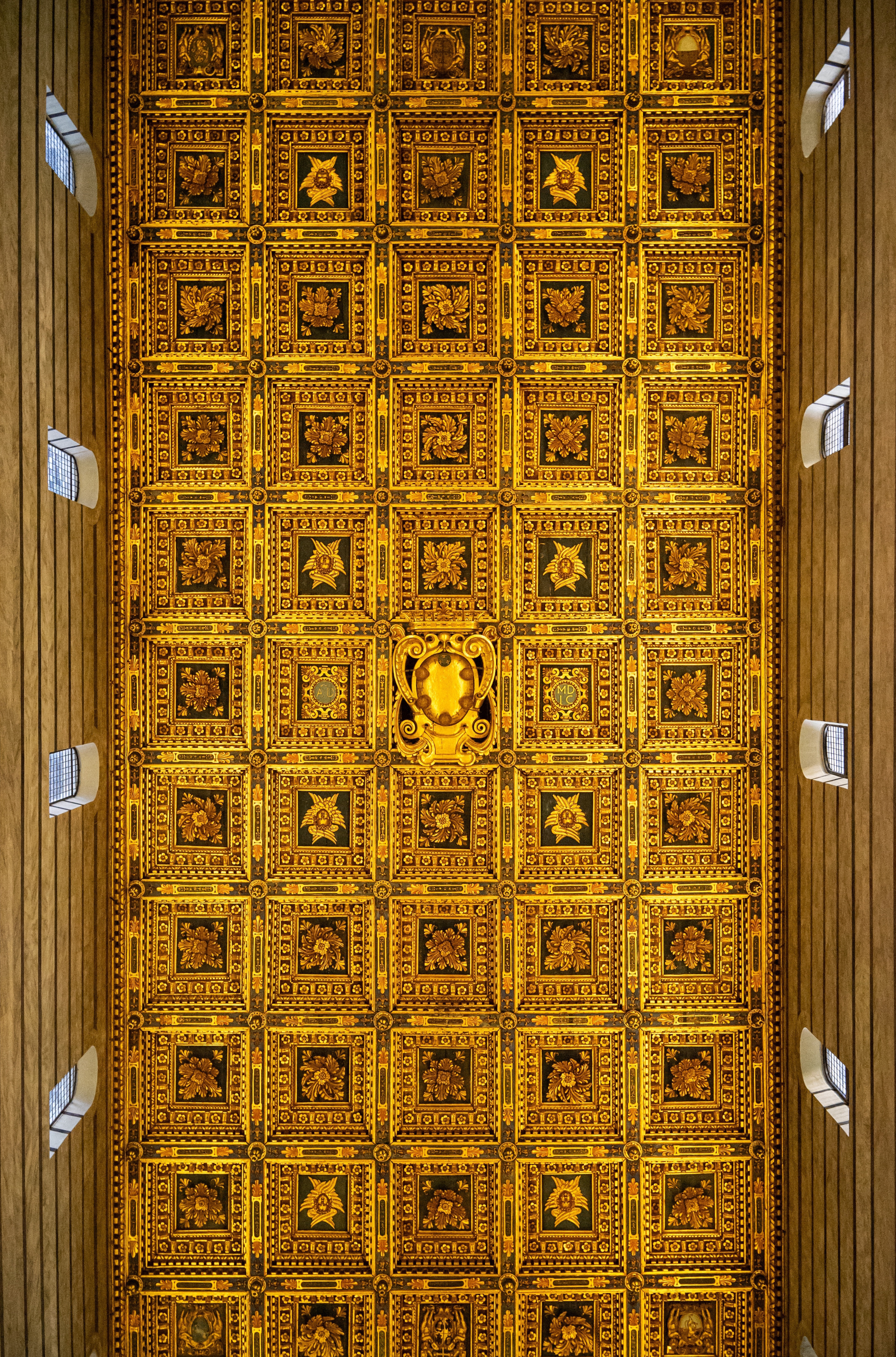
Il soffitto del Duomo di Pisa nel 2019

I cassettoni o lacunari, in architettura, sono cavità ricavate in un soffitto e disposte in maniera regolare (solitamente a scacchiera).

## Caratteristiche
Le forme geometriche più comuni cui si fa riferimento per la base delle cavità sono il quadrato, il rettangolo e l'ottagono, ma vi sono esempi di impiego di diverse forme nello stesso soffitto. 
Si tratta di un elemento già presente nell'architettura antica: un esempio eccellente è costituito dai lacunari ricavati nella cupola del Pantheon, con funzione sia strutturale che estetica, mentre nelle volte della Basilica di Massenzio si riscontra la compresenza di lacunari di diversa forma. 
Durante il Rinascimento e il Barocco, la riproposizione di volte di elevate dimensioni e il desiderio di conferir loro articolazione spaziale impose un ritorno ad un largo impiego dei lacunari che, naturalmente, furono ampiamente presenti anche nell'architettura neoclassica, che si rifaceva esplicitamente ai modelli antichi.
Dal punto di vista strutturale i cassettoni consentono di alleggerire il peso della volta, rendendo possibile la realizzazione di ampi soffitti e volte che, altrimenti, in assenza di lacunari, crollerebbero sotto il loro stesso peso o per modesti carichi accidentali. Dal punto di vista visivo, il disegno complessivo dei lacunari crea sovente l'impressione che la struttura sia percorsa da travi interconnesse che scorrono lungo tutto il soffitto (lateralmente e longitudinalmente), incrociandosi, il che conferisce assieme l'idea di venustà e di robustezza del manufatto. 
Tuttavia i lacunari non sono necessariamente impiegati per motivi statici. Se, da una parte, è vero che in costruzioni come la rotonda del Pantheon i cassettoni rispondono ad una esigenza anche statica, dall'altra, soprattutto in soffitti piani, la struttura a cassettoni ha scopi essenzialmente decorativi, tanto che non è difficile osservare addirittura delle pitture illusionistiche (trompe-l'œil) che ne imitano l'impianto.

## Galleria d'immagini

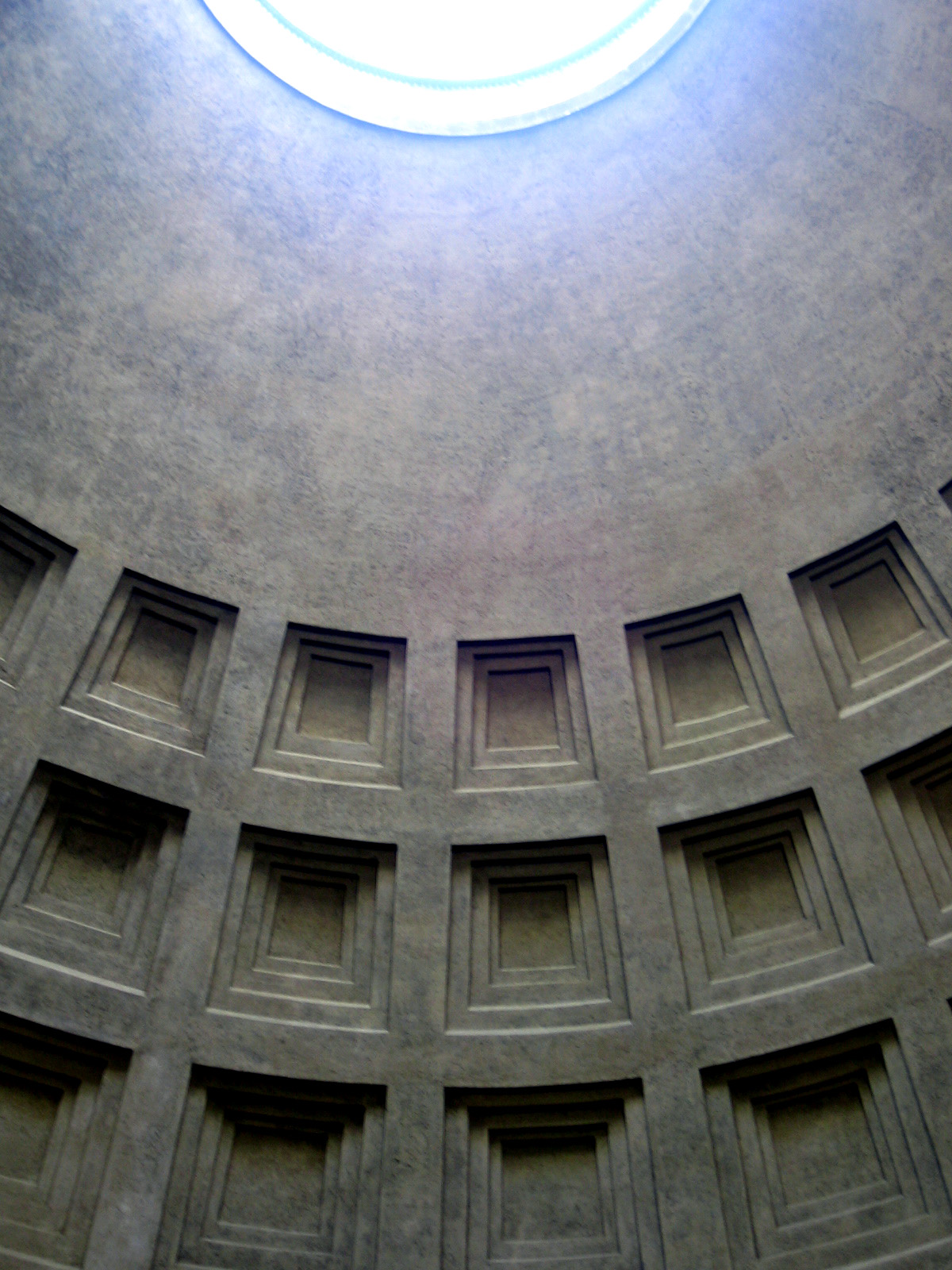
Lacunari della cupola del Pantheon, Roma
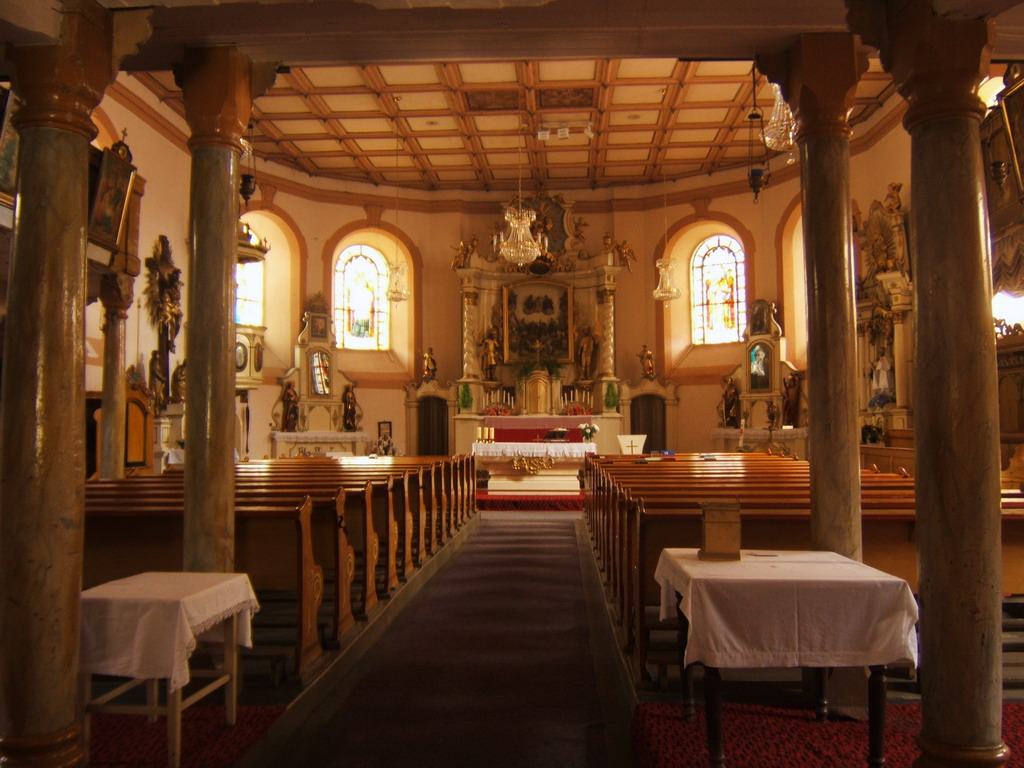
Soffitto a cassettoni, in legno. Chiesa dei Santi ausiliatori ad Abertamy (Repubblica Ceca)
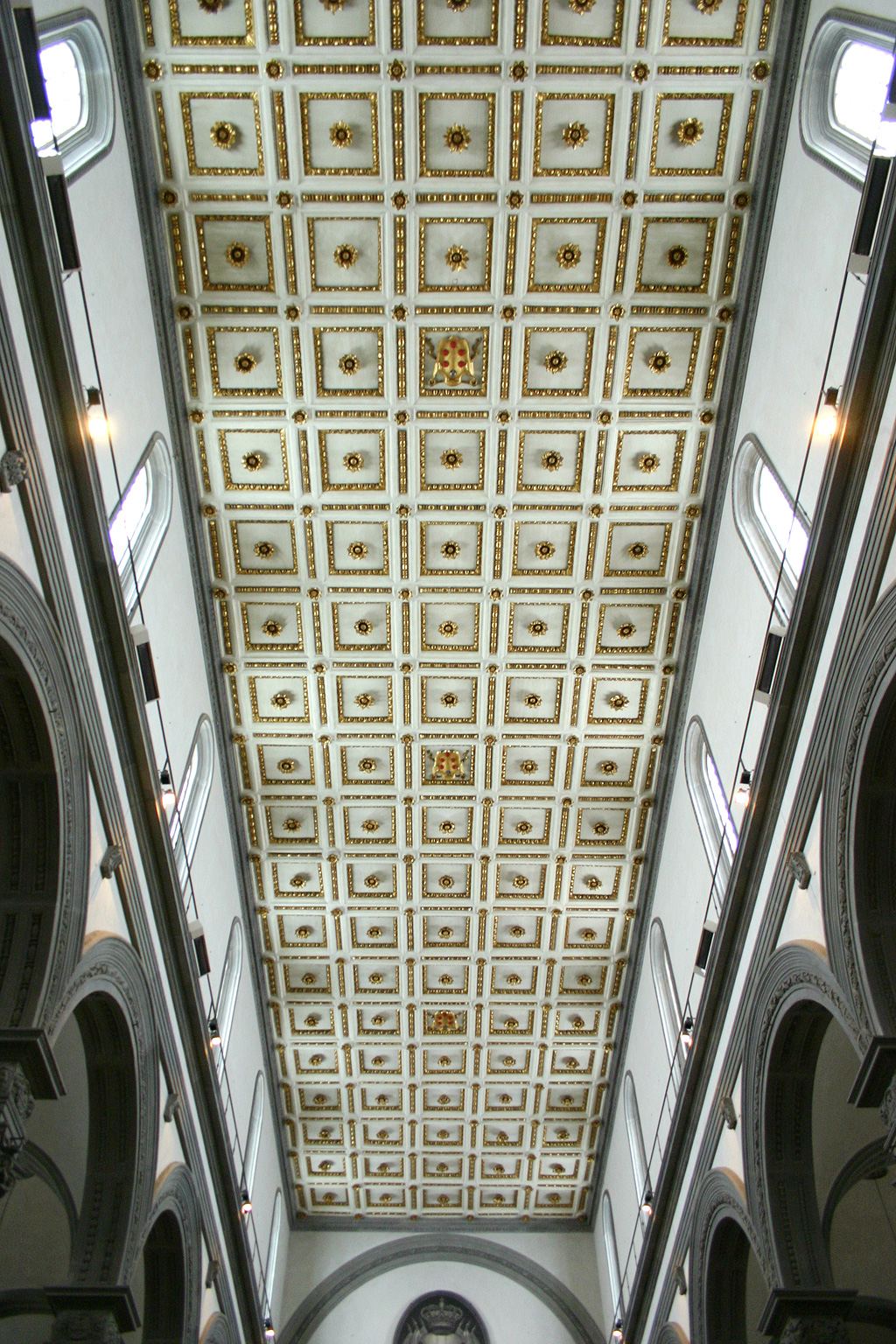
Soffitto, Basilica di San Lorenzo, Firenze
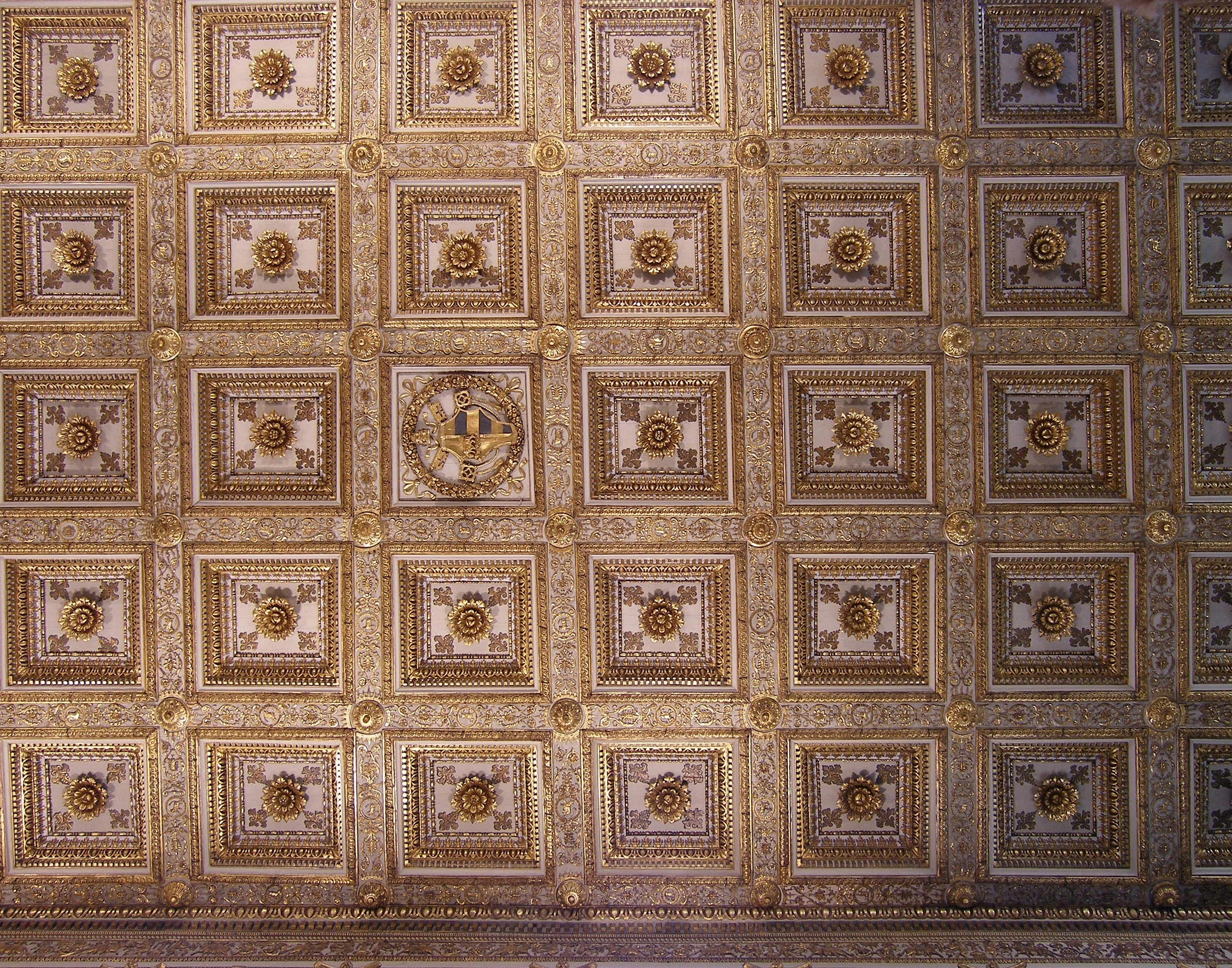
Soffitto a cassettoni, Basilica di Santa Maria Maggiore, Roma
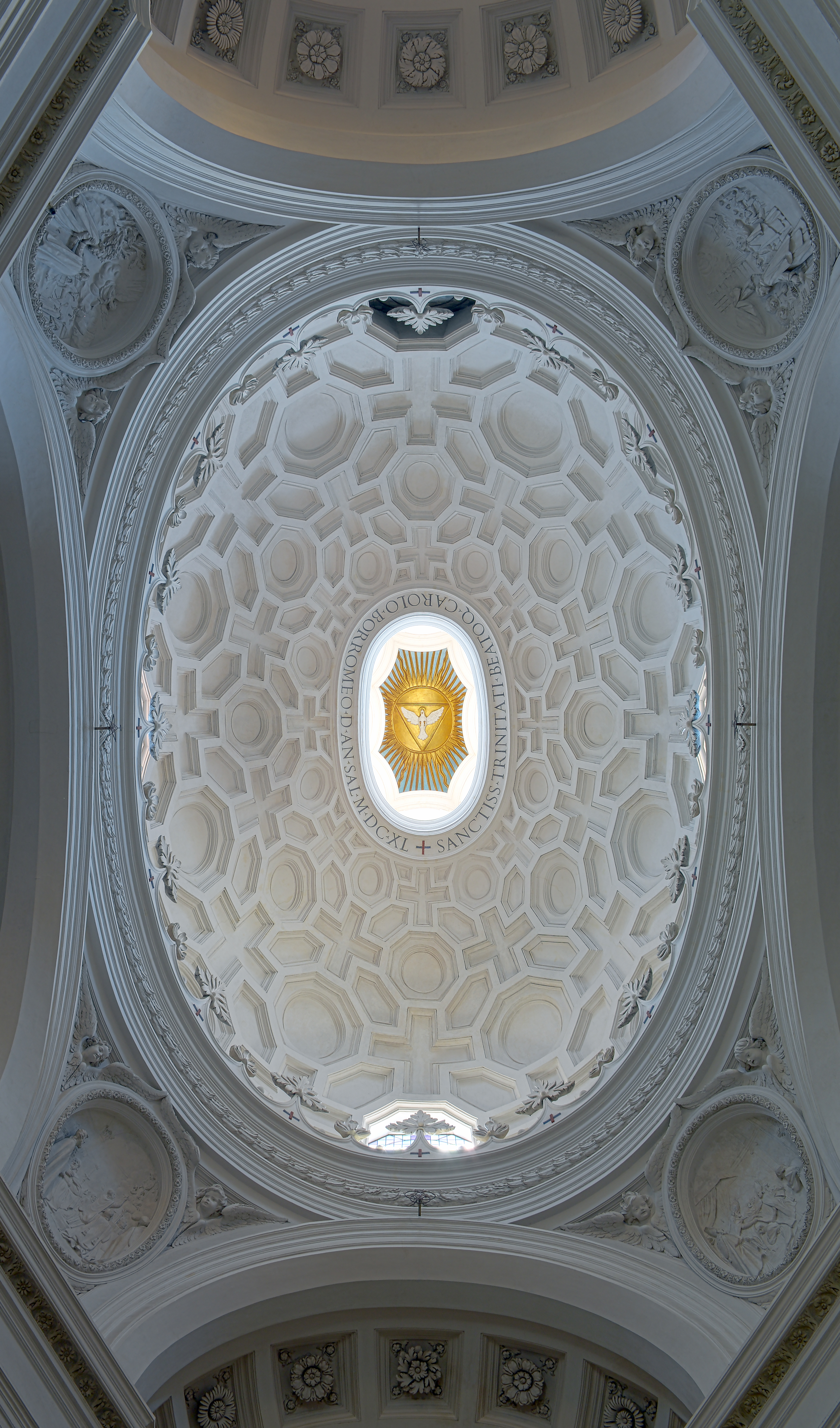
Cassettoni ottagonali, crociati ed esagonali nella cupola della Chiesa di San Carlo alle Quattro Fontane, Roma.